# 若阿金皮雷斯
若阿金皮雷斯（葡萄牙語：Joaquim Pires）是巴西皮奥伊州的一个市镇。总面积739.57平方公里，总人口13790人，人口密度18.6人/平方公里。